# Ванда (муніципалітет)
Ванда́ (фр. Vendat) — муніципалітет у Франції, у регіоні Овернь-Рона-Альпи, департамент Альє. Населення — 2254 особи (01.01.2021).
Муніципалітет розташований на відстані близько 310 км на південь від Парижа, 50 км на північний схід від Клермон-Феррана, 45 км на південь від Мулена.

## Історія
До 2015 року муніципалітет перебував у складі регіону Овернь. Від 1 січня 2016 року належить до нового об'єднаного регіону Овернь-Рона-Альпи.

## Демографія
Динаміка населення (INSEE ):

## Економіка
2010 року серед 1408 осіб працездатного віку (15—64 років) 1033 були активними, 375 — неактивними (показник активності 73,4%, у 1999 році було 70,0%). З 1033 активних мешканців працювали 952 особи (503 чоловіки та 449 жінок), безробітними було 81 (42 чоловіки та 39 жінок). Серед 375 неактивних 96 осіб було учнями чи студентами, 175 — пенсіонерами, 104 були неактивними з інших причин.

У 2010 році в муніципалітеті числилось 896 оподаткованих домогосподарств, у яких проживало 2253,5 особи, медіана доходів виносила 20 389 євро на одного особоспоживача.